# Малое Щербедино
Малое Щербедино — село в Романовском районе Саратовской области. Входит в состав Усть-Щербединского муниципального образования. 

## География
Находится на расстоянии примерно 24 километра по прямой на север от районного центра поселка Романовка.

## История
Официальная дата основания 1846 год. Село основано частью жителей села Усть-Щербедино, переселившихся ближе к дальним полям. В 1850 г. в деревне Малое Щербедино уже было 464 жителя.

## Население
Постоянное население составило 574 человека (русские 96%) в 2002 году, 457 в 2010.